# Lumene

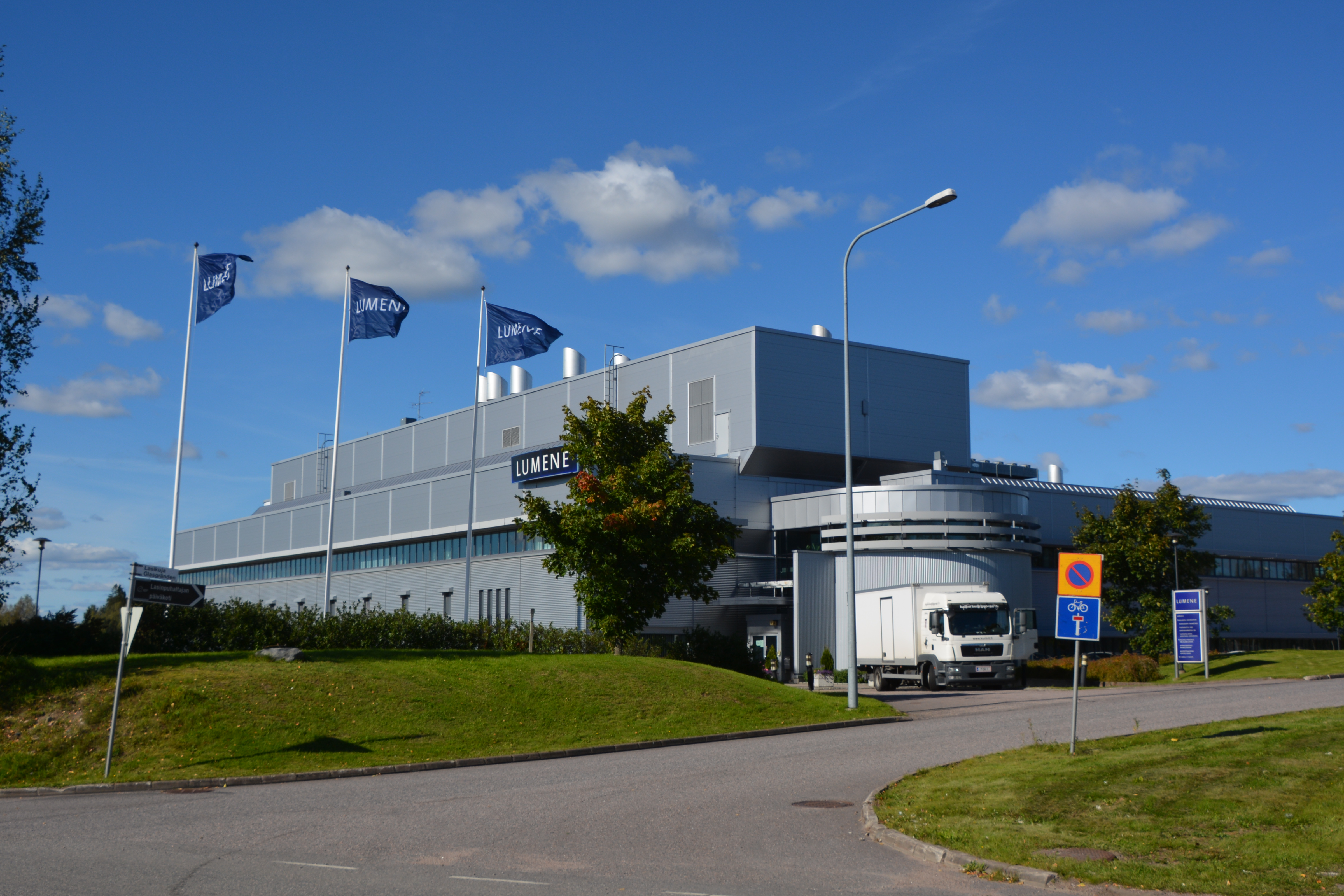
Lumenefabriken i Köklax

Lumene Oy är ett finländskt företag i kosmetikbranschen. Lumene är även företagets mest kända varumärke. Tidigare verkade företaget under namnet Noiro Oy. Lumene har fått sitt namn av sjön Lummene i Kuhmois.

## Historik
År 1948 grundade det finska läkemedelsföretget Orion ett företag med namnet Noiro med uppgift att tillverka teknokemiska produkter. Det var år 1970 som företaget lanserade kosmetikaserien Lumene, som på bara några år blev den mest sålda kosmetikaserien i Finland och så småningom även en storsäljare utomlands, inte minst i Norden. Lumene går också ut med att det tillverkar produkter för den nordiska kvinnan.
År 2003 sålde Orion sitt dotterbolag Noiro Oy till fonder knutna till finska investeringsbolaget CapMan. År 2005 ändrades namnet till Lumene och samtidigt tog företaget i bruk marknadsnamnet Lumene Group. Detta namn används om hela Lumenekoncernen, som förutom Lumene i Köklax i Finland  även omfattar dotterbloag i Estland, Förenta staterna, Lettland, Norge och Ryssland.

## Affärsverksamhet
Lumene Groups affärsområden är Lumene Cosmetics (kosmetika) och Cutrin (hårvårdsprodukter för professionellt bruk). I Lumene ingick tidigare även företaget Farmos Oy som tillverkar rengörings- och hygienprodukter. I Finland är Lumene alltjämt marknadsledare inom kosmetika. Det viktigaste exportlandet för Lumene Group är Ryssland.
Farmos Oy:s frigörelse och den minskade efterfrågan på den amerikanska marknaden ledde till samarbetsförhandlingar inom företaget år 2008. Målet var att minska personalen med 60 personer. När förhandlingarna inleddes uppgick antalet anställda till 730 personer. I juni 2008 gick man ut i pressen med att Lumene avstår från varumärket Anytime som riktade sig till unga konsumenter. I stället skulle företaget lansera en produktserie med namnet Natural Code.